# Вікна Буковини
Вíкна Буковини — колишня тупикова залізнична станція Івано-Франківської дирекції Львівської залізниці. Станція знаходилася в селі Вікно Заставнівського району Чернівецької області і була розташована на відгалуженій лінії Веренчанка — Вікна Буковини.
Станція припинила існування і закрита в залізничному сполученні, колії частково демонтовані.